# 22500 Grazianoventre
22500 Grazianoventre este o planetă minoră (asteroid) din centura de asteroizi. A fost descoperită pe 26 iulie 1997 la osservatorio astronomico di Sormano⁠(d) de Piero Sicoli⁠(d) și a fost numită după Graziano Ventre⁠(d). 
Obiectul prezintă o orbită caracterizată de o semiaxă mare de 3,1697348 UAi, o excentricitate de 0,17, o înclinație de 1,26479 ° în raport cu ecliptica.